# 赫羅納主教座堂
赫羅納主教座堂（西班牙語：Catedral de Santa Maria de Girona），是位於西班牙城市赫羅納的一座天主教堂。該教堂為天主教赫羅納教區的主教座堂，於10世紀建成，13世紀改建為哥特式。

## 外部連結
- Official website （页面存档备份，存于） （文） （西班牙文） （英文） （法文）
- The Art of medieval Spain, A.D. 500-1200 （页面存档备份，存于）, an exhibition catalog from The Metropolitan Museum of Art Libraries (fully available online as PDF), which contains material on this cathedral (see index) （英文）